# Découvrir l'Amérique
Albums de Pierre Bachelet
Les Corons Marionnettiste
Pierre Bachelet est le 4e album studio de Pierre Bachelet, habituellement désigné sous le titre Découvrir l'Amérique. L'album est sorti en 1983 chez Polydor.

## Liste des titres
| No  | Titre                    | Paroles          | Musique         | Durée |
| --- | ------------------------ | ---------------- | --------------- | ----- |
| 1.  | Mais l'aventure          | Jean-Pierre Lang | Pierre Bachelet | 3:34  |
| 2.  | Quand on est un canal    | Jean-Pierre Lang | Pierre Bachelet | 4:10  |
| 3.  | Quitte-moi               | Jean-Pierre Lang | Pierre Bachelet | 4:00  |
| 4.  | Des nouvelles de vous    | Jean-Pierre Lang | Pierre Bachelet | 4:04  |
| 5.  | Prend ton courage        | Jean-Pierre Lang | Pierre Bachelet | 2:42  |
| 6.  | Découvrir l'Amérique     | Jean-Pierre Lang | Pierre Bachelet | 4:45  |
| 7.  | Embrasse-la              | Jean-Pierre Lang | Pierre Bachelet | 3:21  |
| 8.  | Laisse parler Dieu       | Jean-Pierre Lang | Pierre Bachelet | 3:46  |
| 9.  | Mais moi j'ai rien dit   | Jean-Pierre Lang | Pierre Bachelet | 3:38  |
| 10. | On s'aimera, on s'aimera | Jean-Pierre Lang | Pierre Bachelet | 3:50  |

## Singles extraits de l'album
- Quitte-moi / On s'aimera, on s'aimera
- Embrasse-la / Des Nouvelles de vous
- Mais l'aventure / Prends ton courage